# Sokolniki-Las
Sokolniki-Las – wieś w Polsce położona w województwie łódzkim, w powiecie zgierskim, w gminie Ozorków.
W latach 1975–1998 miejscowość administracyjnie należała do ówczesnego województwa łódzkiego.
Miejscowość Miasto-Ogród Sokolniki powstała w latach 1928-30 z rozparcelowanego majątku barona Aleksandra Rostockiego. On też wystąpił do władz z propozycją założenia osiedla. Historia wsi Sokolniki, leżącej nadal obok lasu sokolnickiego, jest dużo starsza, sięga czasów średniowiecznych. W wieku XVII wieś należała do Mikołaja Sokolnickiego, a pod koniec XIX wieku nabył ją od Skarżyńskich znany łódzki fabrykant - Edward Herbst.
Obecnie obszar miasta-ogrodu wynosi 574 ha 6146 arów 46 m² i złożony jest z ok. 3.5 tysiąca działek letniskowych. Osiedle ma ok. 120 ulic. W 1993 nadany został statut osiedla.
Na terenie wsi znajduje się kościół Matki Bożej Królowej.